# Brenton Jones
Brenton Jones (* 12. Dezember 1991 in Jindivick) ist ein australischer Radsportler.

## Karriere
Jones kam erstmals 2009 international zum Einsatz, als er bei den Ozeanienmeisterschaften den 16. Platz erreichte. Drei Jahre später wurde er im Straßenrennen erneut 16. und belegte im Zeitfahren Rang zehn. Im Sommer 2013 gab er als Neoprofi sein Debüt im Team Huon Salmon-Genesys Wealth Advisers. Bei seinem ersten großen Rennen, dem Jelajah Malaysia erreichte er den 63. Gesamtrang, wobei er auf der dritten Etappe im Zeitfahren einen guten vierten Rang belegte. Im folgenden Jahr wechselte er zum Avanti Racing Team, für das er bei der Tour de Singkarak zwei Etappen gewinnen konnte. In der Gesamtwertung der Tour kam er aber nicht über den 50. Platz hinaus. Ab 2015 fuhr er für das Team Drapac Professional Cycling und stellte bei der Tour of Japan seine Sprinterqualitäten unter Beweis. So gewann er den Prolog und belegte in der Sprinterwertung am Ende den fünften Platz. Auch bei der Tour of Hainan erreichte er die Top 10 der Sprinterwertung und sicherte sich den Sieg auf der letzten Etappe. Im folgenden Jahr sicherte er sich schließlich erstmals das Blaue Trikot bei der Tour de Korea 2016. Zudem sicherte er sich dabei zwei weitere Etappenerfolge und fuhr eine Etappe lang im gelben Trikot. Zur Saison 2017 wechselte er zum Team JLT Condor.

## Erfolge
2014
- zwei Etappen Tour de Singkarak
- eine Etappe New Zealand Cycle Classic
- Ozeanienmeisterschaft – Straßenrennen

2015
- eine Etappe Tour of Japan
- eine Etappe Tour of Hainan

2016
- zwei Etappen und Punktewertung Tour de Korea

2017
- eine Etappe Tour de Taiwan
- eine Etappe Tour de Korea

2018
- zwei Etappen und Punktewertung La Tropicale Amissa Bongo
- eine Etappe Tour of Qinghai Lake

2019
- Australischer Meister – Kriterium
- eine Etappe Tour of Qinghai Lake
- eine Etappe Tour of Taihu Lake